# 趙宜琛
趙宜琛，字暻午，贵州福泉人，清末政治人物，同進士出身。

## 生平
光緒二年（1876年）清德宗登極丙子恩科進士，三甲二十五名，后官湖南祁陽縣知縣，升沅州知府。